# Hildegunda
Hildegunda – imię żeńskie pochodzenia germańskiego. Wywodzi się od słów hilt(e)a "bitwa" oraz gund "walka", można określić jego pierwotne znaczenie jako "biorąca udział w bitwie, walce". Jego zdrobnieniem jest Hilda.